# Новополье (Крым)
Новопо́лье (до 1945 года Яни́-Сала́; укр. Новопілля, крымскотат. Yañı Sala, Янъы Сала) — село в Голубинском сельском поселении Бахчисарайского района Республики Крым (согласно административно-территориальному делению Украины — в Голубинском сельском совете Бахчисарайского района Автономной Республики Крым).

## Население
| 2001 | 2014 |
| ---- | ---- |
| 300  | ↗313 |

Всеукраинская перепись 2001 года показала следующее распределение по носителям языка
| Язык             | Процент |
| ---------------- | ------- |
| русский          | 45.67   |
| крымскотатарский | 32      |
| украинский       | 19.67   |

### Динамика численности
| - 1805 год — 120 чел. - 1864 год — 392 чел. - 1886 год — 347 чел. - 1889 год — 437 чел. - 1892 год — 401 чел. - 1897 год — 540 чел. - 1902 год — 576 чел. | - 1915 год — 624/14 чел. - 1926 год — 540 чел. - 1944 год — 413 чел. - 1989 год — 193 чел. - 2001 год — 338 чел. - 2009 год — 338 чел. - 2014 год — 313 чел. |

## Современное состояние
В Новополье 5 улиц и 1 переулок, площадь, занимаемая селом, 31 гектар, на которой в 125 дворах, по данным сельсовета на 2009 год, числилось 338 жителей. Село связано с райцентром автобусным сообщением, действуют церковь Парфения Кизилташского и мусальманское культовое здание «Ени-Сала».

## География
Село расположено на склоне Мангупского отрога Ай-Петринской яйлы, в долине небольшой реки Суаткан, левого притока Бельбека, высота центра села над уровнем моря 234 м. Село лежит на втором километре региональной автодороги 35Н-067 Голубинка — Передовое — Широкое (по украинской классификации — С-0-10229). Ближайшие населённые пункты: к юго-западу — в 300 м Путиловка, за ней, в 2,5 км Богатое Ущелье и в 1,5 км южнее — Поляна, расстояние до Бахчисарая — около 29 км.

## История
По выводам историка Веймарна, поселение на месте Новополья существовало уже в VIII веке. К созданию новых поселений был причастен и Юстиниан I, видевший главную военную силу империи в посаженных на землю воинах — колонистах, называемых «акритами». Поселения акритов представляли десяток глинобитных домов, окруженных полями и виноградниками. Возможно, именно так, примерно в VIII веке, возникла деревня, позже получившая название Яны-Сала. Расположенное на возвышенном месте на развилке дорог, ведущих в деревни Карло и Янджо, это по сути был небольшой городок с прекрасными, судя по руинам, постройками.
Во времена княжества Феодоро, в XIII—XV веках на вершине Сандык-Кая располагался замок местного феодала, под властью которого было несколько общин, в том числе будущее Новополье.
После падения княжества в 1475 году и включения его территории в состав Мангупского кадылыка Кефинского эялета Османской империи, постепенно начал увеличиваться приток крымских татар, которые селились вместе с греками, составляя этнически смешанные села. Впервые селение упоминается в материалах переписей Кефинского санджака 1520 года, как Ени-Сала, в которой на тот год жителей — османских подданных, не было, а в переписи 1542 года не упомянуто вовсе, видимо, по причине того же отсутствия подданных; в налоговых ведомостях 1634 года Йени-Сала встречается, как селение, куда переселялись христиане из Судакского и Мангупского кадылыков Кефинского эялета) Османской империи, подданные турецкого султана. Всего ведомость фиксирует 3 двора иноверцев, из них недавно переселившихся 2, по 1 семье из Кикенеиза и Папа Никола и отмечено переселение в Коклуз 1 христианской семьи. Вследствие сужения сферы употребления греческого языка христианское население Юго-Западного Крыма, а также греки-горожане, от двуязычия (кроме греческого или готского языка крымские христиане также говорили и на тюркских диалектах) перешло полностью на крымскотатарский язык. Показателем этого явления можно считать исчезновение на рубеже XVI—XVII веков надписей на греческом языке. Документальное упоминание селения встречается в «Османском реестре земельных владений Южного Крыма 1680-х годов», согласно которому в 1686 году (1097 год хиджры) Йени-сала входил в Мангупский кадылык эялета Кефе. Всего упомянуто 38 землевладельцев, все мусульмане, владевших 1536-ю дёнюмами земли. После обретения ханством независимости по Кючук-Кайнарджийскому мирному договору 1774 года «повелительным актом» Шагин-Гирея 1775 года селение было включено в Крымское ханство в состав Бакчи-сарайского каймаканства Мангупскаго кадылыка, что зафиксировано и в Камеральном Описании Крыма… 1784 года, как 2 деревни — Еннсала и и Другой Енисале — кварталы-маале одного селения.
После присоединения Крыма к России (8) 19 апреля 1783 года, (8) 19 февраля 1784 года, именным указом Екатерины II сенату, на территории бывшего Крымского Ханства была образована Таврическая область и деревня была приписана к Симферопольскому уезду. После Павловских реформ, с 1796 по 1802 год, входила в Акмечетский уезд Новороссийской губернии. По новому административному делению, после создания 8 (20) октября 1802 года Таврической губернии, Ени-Сала был включён в состав Махульдурской волости Симферопольского уезда.
По Ведомости о всех селениях в Симферопольском уезде состоящих с показанием в которой волости сколько числом дворов и душ… от 9 октября 1805 года, в деревне Енисала числилось 25 дворов и 120 жителей, исключительно крымских татар. На военно-топографической карте генерал-майора Мухина 1817 года деревня Янысала обозначена с 25 дворами. После реформы волостного деления 1829 года Янисалу, согласно «Ведомости о казённых волостях Таврической губернии 1829 года», отнесли к Узенбашской волости (переименованной из Махульдурской), а после образования в 1838 году Ялтинского уезда деревню включили в состав новой, Богатырской волости. На карте 1842 года Ени-Сала обозначен с 78 дворами. Во время Крымской войны, после оставления Севастополя в августе 1855 года, в русле действий по предотвращению проникновения войск противника во внутренние районы Крыма, в селении был размещён 56-й Донской казачий полк.
В 1860-х годах, после земской реформы Александра II, деревня осталась в составе преобразованной Богатырской волости. Согласно «Списку населённых мест Таврической губернии по сведениям 1864 года», составленному по результатам VIII ревизии 1864 года, Ени-Сала — казённая татарская деревня, с 392 жителями, 48 дворами и мечетью при реке Бельбеке. На трёхверстовой карте Шуберта 1865—1876 года в деревне обозначено также 48 дворов. На 1886 год в деревне, согласно справочнику «Волости и важнѣйшія селенія Европейской Россіи», проживало 347 человека в 56 домохозяйствах, действовали 2 мечети и лавка. В «Памятной книге Таврической губернии 1889 года», по результатам Х ревизии 1887 года, в деревне числилось 90 дворов и 437 жителей. На верстовой карте 1890 года в Ени-Сала 72 двора с полностью татарским населением.
После земской реформы 1890-х годов деревня осталась в составе Богатырской волости. Согласно «…Памятной книжке Таврической губернии на 1892 год», в деревне Янисала, входившей в Фотисальское сельское общество, было 401 житель в 65 домохозяйствах, владевших 196 десятинами и 2111 кв. саженями собственной земли. Также, совместно с другими 13 деревнями Коккозского округа, жители имели в общем владении ещё 13 000 десятин. По результатам Всероссийской переписи 1897 года в Янисало зарегистрировано 540 жителей, из которых 505 крымских татар. По «…Памятной книжке Таврической губернии на 1902 год» в деревне, входившей в Фотисальское сельское общество, числилось 576 жителей в 75 дворах и записано, что земля находилась в личной собственности жителей под фруктовыми садами и пашнями. В 1914 году в деревне велось строительство нового здания мектеба. По Статистическому справочнику Таврической губернии. Ч.II-я. Статистический очерк, выпуск восьмой Ялтинский уезд, 1915 год, в селе Яни-Сала Богатырской волости Ялтинского уезда, числилось 102 двора с татарским населением в количестве 625 человек приписных жителей и 14 — «посторонних». Во владении было 350 десятин земли, с землёй были 87 дворов и 15 безземельных. В хозяйствах имелось 40 лошадей, 20 волов, 37 коров, 80 телят и жеребят и 60 голов мелкого скота, при нём вакуф Пятивременной мечети и хутор Айше Крымтаевой.

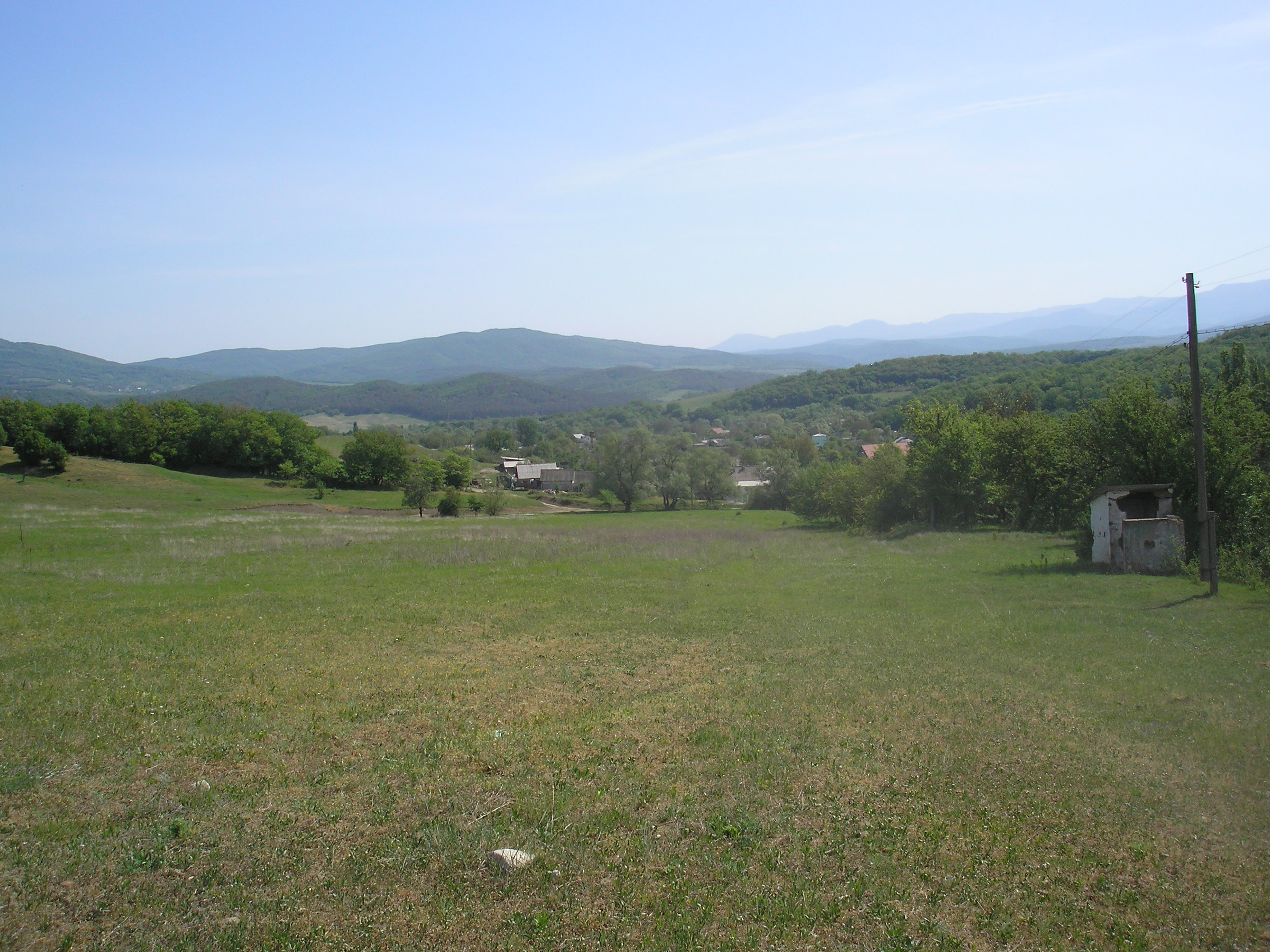
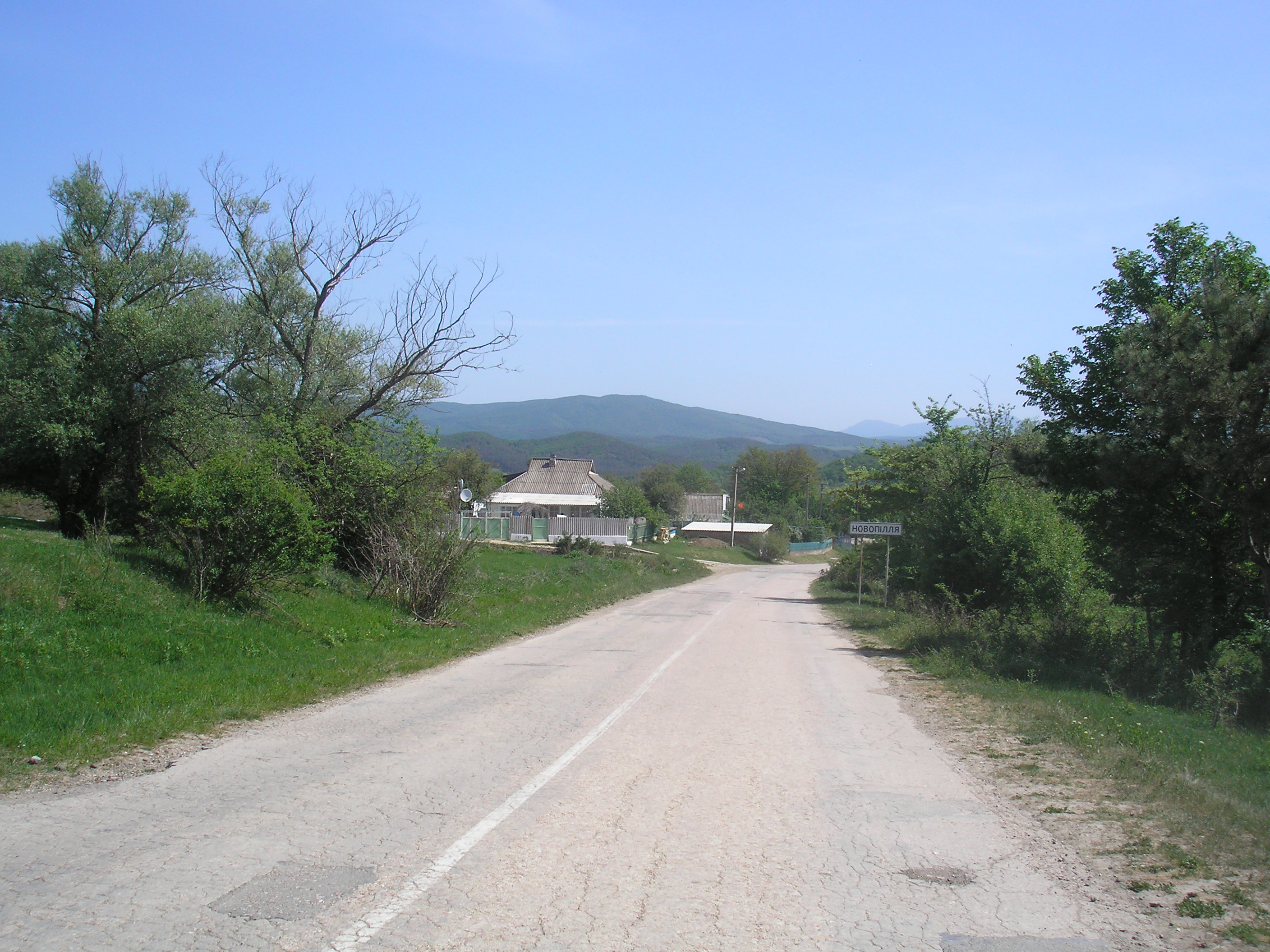
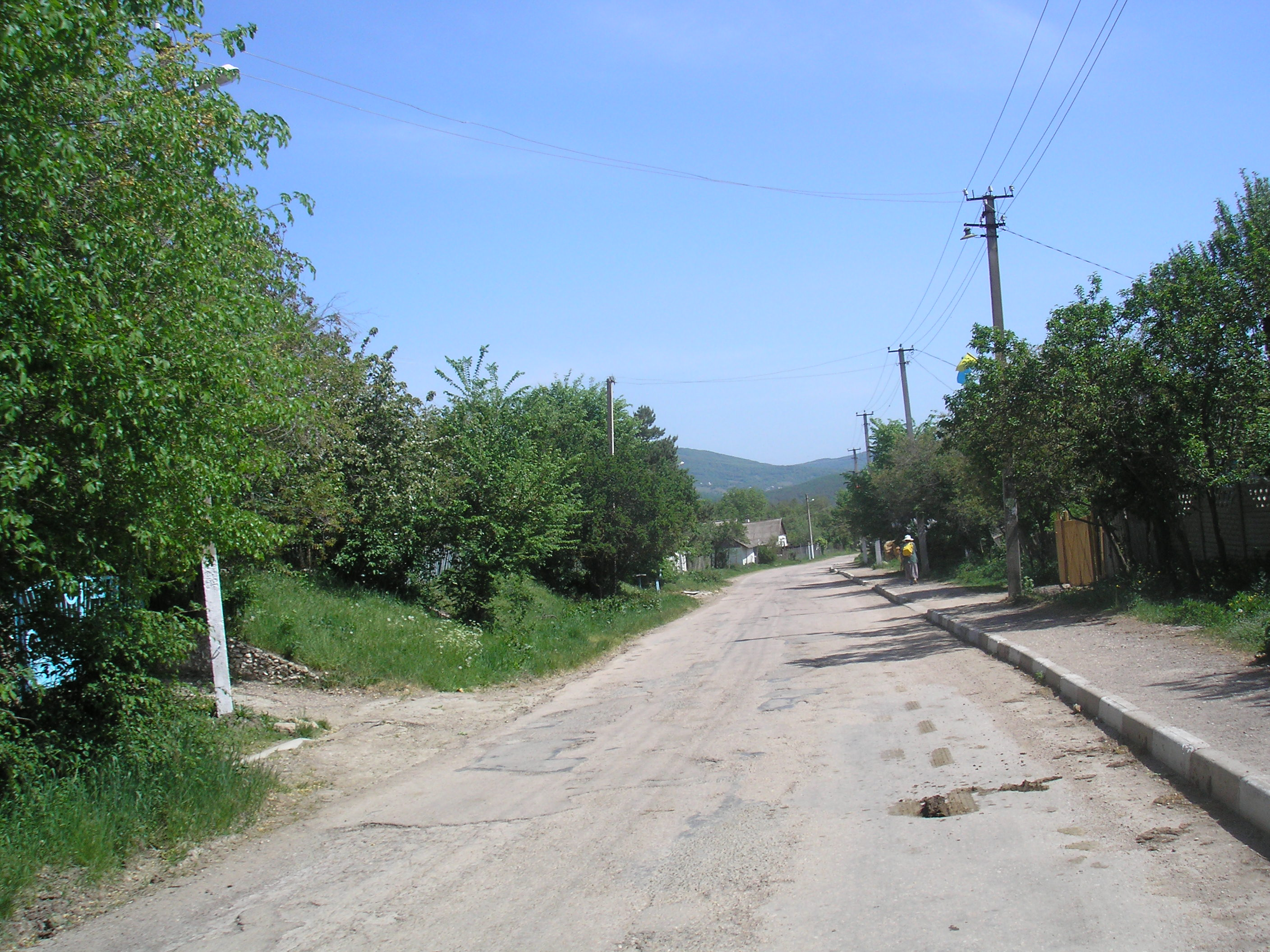
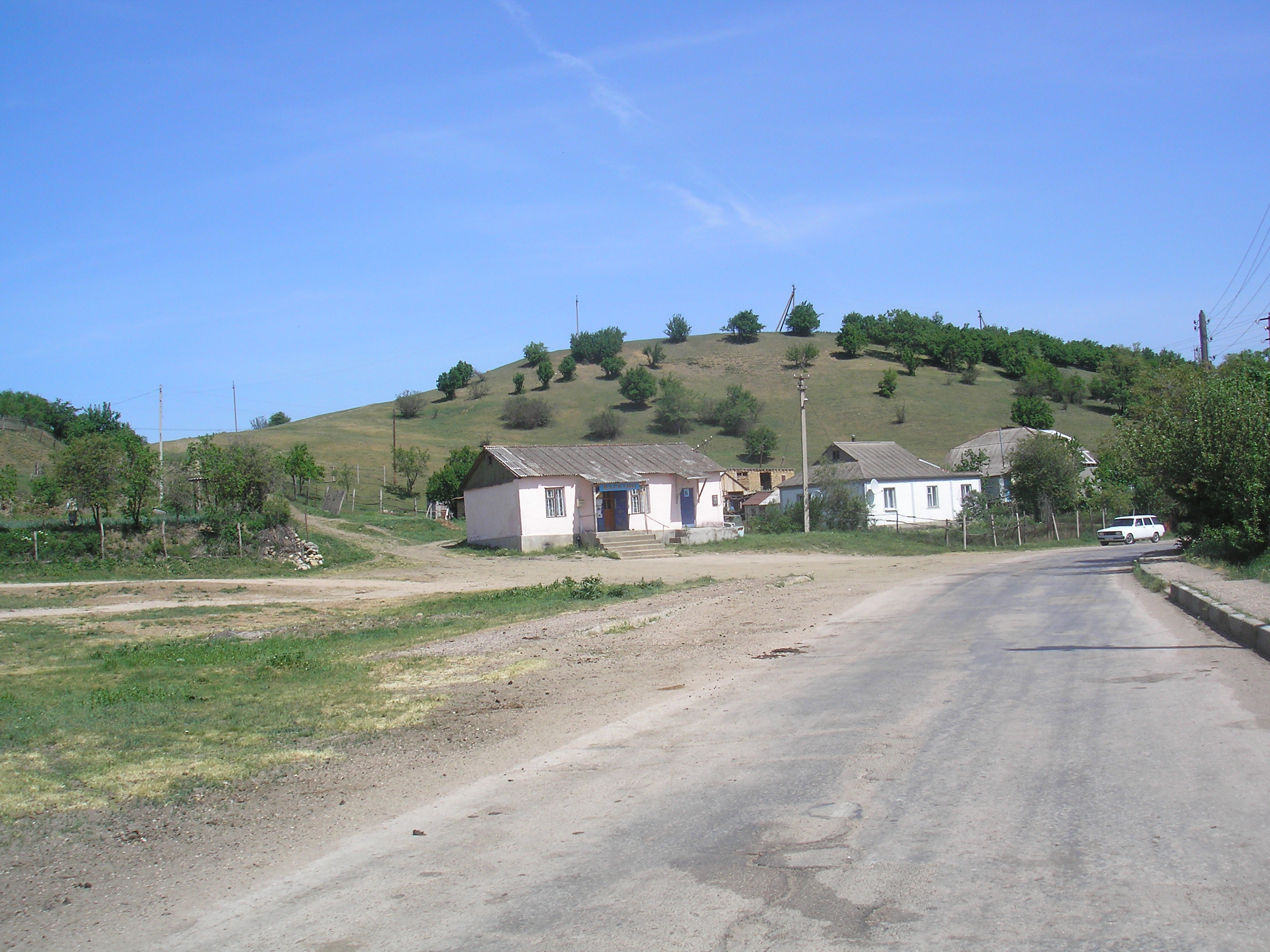

После установления в Крыму Советской власти, по постановлению Крымревкома от 8 января 1921 года была упразднена волостная система и село вошло в состав Коккозского района Ялтинского уезда (округа). Постановлением Крымского ЦИК и Совнаркома от 4 апреля 1922 года Коккозский район был выделен из Ялтинского округа и сёла переданы в состав Бахчисарайского района Симферопольского округа. 11 октября 1923 года, согласно постановлению ВЦИК, в административное деление Крымской АССР были внесены изменения, в результате которых округа (уезды) были ликвидированы, Бахчисарайский район стал самостоятельной единицей и село включили в его состав. В начале 1920-х годов в селе был создан Ени-Сальский сельсовет. Согласно Списку населённых пунктов Крымской АССР по Всесоюзной переписи 17 декабря 1926 года, в селе Ени-Сала, центре Ени-Сальского сельсовета Бахчисарайского района, имелось 116 дворов, из них 111 крестьянских, население составляло 540 человек (251 мужчина и 289 женщин). В национальном отношении учтено: 500 татар, 2 русских, 29 украинцев, 9 записаны в графе «прочие», действовала татарская школа. В 1935 году, в примерных границах бывшго Коккозского района, был создан новый Фотисальский район, в том же году (по просьбе жителей), переименованный Куйбышевский, которому переподчинили село.
В 1944 году, после освобождения Крыма от фашистов, согласно Постановлению ГКО № 5859 от 11 мая 1944 года, 18 мая крымские татары были депортированы в Среднюю Азию. На май того года в селе учтено 413 жителей (110 семей), все крымские татары; было принято на учёт 80 домов спецпереселенцев. 12 августа 1944 года было принято постановление № ГОКО-6372с «О переселении колхозников в районы Крыма», по которому в район из сёл УССР планировалось переселить 9000 колхозников и в сентябре 1944 года в район приехали первые новосёлы (2349 семей) из различных областей Украины, а в начале 1950-х годов, также с Украины, последовала вторая волна переселенцев. С 25 июня 1946 года в составе Крымской области РСФСР. Указом Президиума Верховного Совета РСФСР от 21 августа 1945 года Яни-Сала была переименована в Новополье и Яни-Сальский сельсовет — в Новопольский. С 25 июня 1946 года Новополье в составе Крымской области РСФСР, а 26 апреля 1954 года Крымская область была передана из состава РСФСР в состав УССР. Время упразднения сельсовета пока не установлено: на 15 июня 1960 года село уже числилось в его составе Голубинского сельсовета. Указом Президиума Верховного Совета УССР «Об укрупнении сельских районов Крымской области», от 30 декабря 1962 года, Куйбышевский район был упразднён и Новополье отнесли к Бахчисарайскому. По данным переписи 1989 года в селе проживало 193 человека. С 12 февраля 1991 года село в восстановленной Крымской АССР, 26 февраля 1992 года переименованной в Автономную Республику Крым. С 21 марта 2014 года в составе Крыма аннексировано Россией.